# 7831 François-Xavier
7831 François-Xavier eller 1993 FQ är en asteroid i huvudbältet som upptäcktes 21 mars 1993 av den amerikanske astronomen Eleanor F. Helin vid Palomar-observatoriet. Den är uppkallad efter François-Xavier Bagnoud.